# Laurent Bonnart
Laurent Bonnart (* 25. Dezember 1979 in Chambray-lès-Tours) ist ein ehemaliger französischer Fußballspieler.

## Karriere
Laurent Bonnart startete seine Karriere als Profifußballer im Jahr 1997 beim FC Tours. Nach einer überzeugenden Debüt-Saison und zwei Toren in 16 Einsätzen wurde der Verteidiger vom ambitionierten Zweitligisten UC Le Mans unter Vertrag genommen. Dort war er die nächsten neun Jahre als Stammkraft aktiv und stieg mit dem Club auch erstmals in die Ligue 1 auf.
Im Sommer 2007 wurde Bonnart vom französischen Champions-League-Teilnehmer Olympique Marseille unter Vertrag genommen. Auch in Südfrankreich konnte er sich auf Anhieb einen Platz in der ersten Elf sichern. Nach dem Gewinn der Meisterschaft 2010 verließ er Olympique und wechselte zum Ligakonkurrenten AS Monaco. Mit seinem neuen Verein musste er am Ende der Saison 2010/11 absteigen. Daraufhin verließ er den Klub wieder und schloss sich dem amtierenden Meister OSC Lille an. Nach je einem Jahr in Ajaccio und Châteauroux beendete er seine Laufbahn.

## Erfolge
- Französischer Meister: 2010